# العلاقات بين الاتحاد الأوروبي والفلبين
يشترك الاتحاد الأوروبي والفلبين في العلاقات الدبلوماسية والاقتصادية والثقافية والسياسية. قدم الاتحاد الأوروبي ملايين اليوروهات للفلبين لمكافحة الفقر ومكافحة الإرهاب ضد الجماعات الإرهابية في جنوب الفلبين. يعد الاتحاد الأوروبي أيضًا ثالث أكبر شريك تجاري للفلبين. هناك أكثر من 30 ألف أوروبي يعيشون في الفلبين باستثناء الإسبان.

## علاقات ثنائية

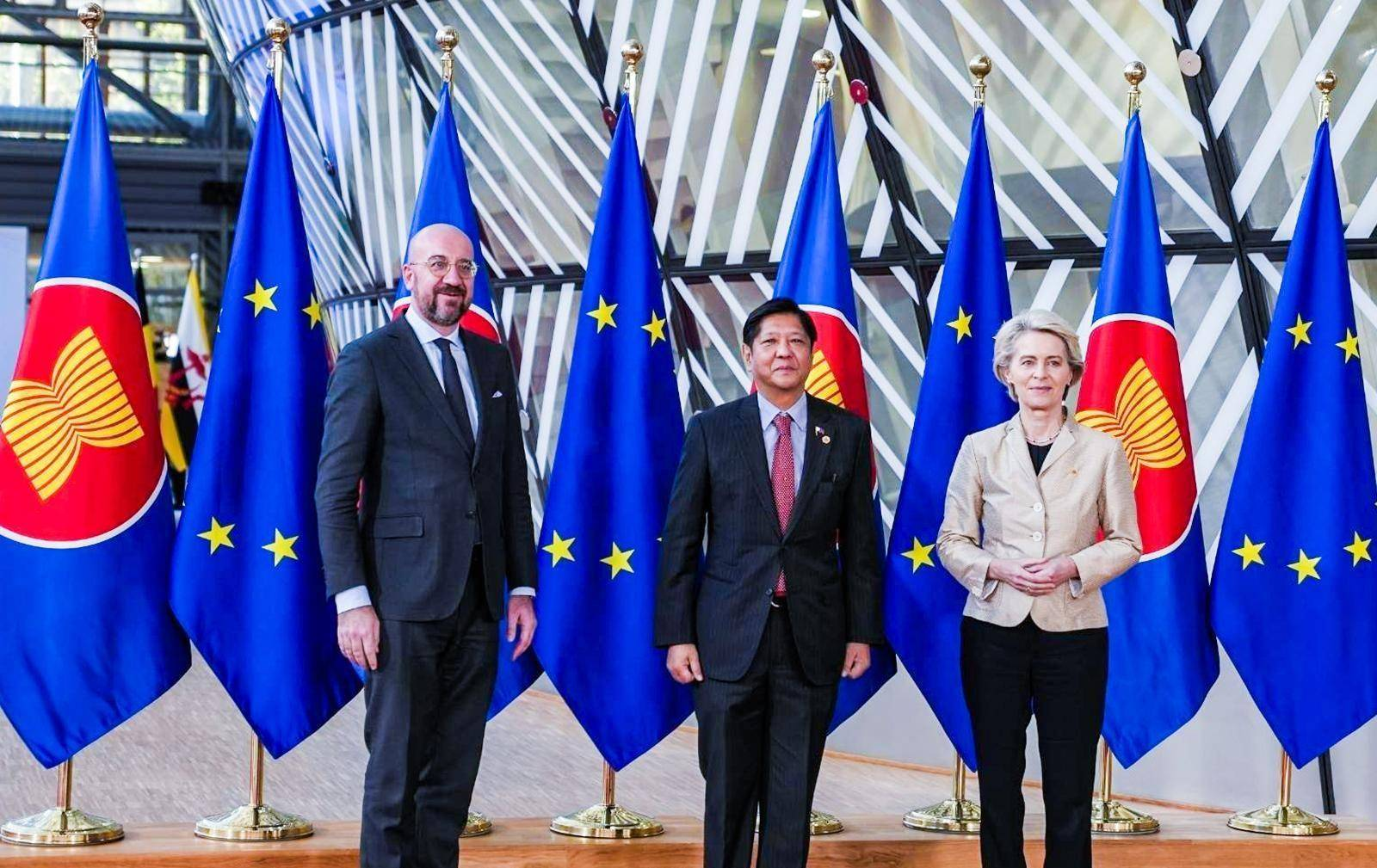
لقاء بين قادة الاتحاد الأوروبي والفلبين خلال قمة آسيان–الاتحاد الأوروبي في بروكسل (ديسمبر 2022)

توصل الاتحاد الأوروبي والفلبين إلى اتفاق ثنائي أكثر شمولاً من شأنه أن يعزز الحوار والتعاون والعمل في شراكتهما، وتحديدًا قضية الهجرة. هناك أكثر من 900 ألف فلبيني في أوروبا. تشمل صادرات الفلبين إلى الاتحاد الأوروبي زيت جوز الهند، والتركيبات الدقيقة الإلكترونية، والآلات الكهربائية والإلكترونية، والمعدات، وأجهزة أشباه الموصلات، ووحدات التخزين، والمحولات الساكنة، والمكابح الأخرى والمكابح المؤازرة وقطع الغيار، والدارات الرقمية المتكاملة.
توترت العلاقات بين الاتحاد الأوروبي والفلبين منذ حرب المخدرات الفلبينية بقيادة الرئيس رودريغو دوتيرتي. أعرب البرلمان الأوروبي في سبتمبر عام 2016 عن قلقه إزاء «مقتل أعداد كبيرة بشكل غير عادي خلال عمليات الشرطة، وذلك في سياق حملة مكثفة لمكافحة الجريمة والمخدرات»، وذلك ردًا على تزايد الإصابات والقتل خارج نطاق القضاء. دعا الحكومة في قرار أصدره الاتحاد الأوروبي إلى التحقيق في الانتهاكات، وذلك «في امتثال كامل للالتزامات الوطنية والدولية واحترام حقوق الإنسان»، وذكر أن «الرئيس دوتيرتي حث بشكل متكرر وكالات إنفاذ القانون والجمهور على قتل المشتبه بهم من تجار المخدرات الذين لم يستسلموا ومتعاطو المخدرات». زعموا أيضًا أن «الرئيس دوتيرتي صرح علانية بأنه لن يلاحق ضباط إنفاذ القانون والمواطنين الذين قتلوا تجار المخدرات الذين قاوموا الاعتقال». 

## الاتفاق
وُقِّعت اتفاقية تغطي الهجرة القانونية والعمل البحري والتعليم والتدريب، وتنص أيضًا على الحوار والتعاون في الأمور السياسية بما في ذلك عملية السلام الخاصة بالتجارة والاستثمار مثل تسهيل الجمارك وحقوق الملكية الفكرية بشأن العدالة والأمن. أتت الموافقة رسميًا على 383.64 مليون جنيه استرليني في صفقة مساعدات للفلبين من الاتحاد الأوروبي في عام 2018، وذلك بعد سنوات عديدة من المفاوضات في عهد الرئيس بنيغنو آكينو، ولكن الرئيس رودريغو دوتيرتي، الرئيس الجديد في ذلك الوقت، رفضها ومنعها، موجهًا كراهيته بشكل شخصي تجاه الاتحاد الأوروبي.
انتقد الاتحاد الأوروبي دوتيرتي بسبب حرب المخدرات المميتة التي شنها والتي أودت بحياة أكثر من 14 ألف مشتبه به في المخدرات الفلبينية في أقل من 18 شهرًا؛ وسجن السناتور المعارضة ليلى دي ليما بسبب شهادات المغتصبين والقتلة ومهربي المخدرات التي أرسلتها إلى السجن عندما كانت وزيرة العدل. حُرمت السناتور من الإفراج عنها بكفالة في قضية اعتُبرت مدعومة بكفالة بموجب القوانين الفلبينية. 

## المساعدات الإنسانية
دمرت العاصفة الاستوائية واشي شمال مينداناو في ديسمبر عام 2011. خصصت المفوضية الأوروبية 3 ملايين يورو (3.9 مليون دولار) لتقديم الإغاثة الطارئة للأشخاص المتضررين من العاصفة الاستوائية واشي. قدمت المفوضية الأوروبية 10 ملايين يورو (543 مليون بيسو فلبيني) لضحايا إعصار بوفا في ديسمبر عام 2012، ولا سيما في مقاطعتي كامبوستلا ولي ودافاو أورينتال في مينداناو. أعلنت المفوضية الأوروبية عن تبرع بقيمة 3 ملايين يورو للضحايا المتضررين من العاصفة الاستوائية بعد إعصار هايان في نوفمبر عام 2013. 

## الطيران التجاري
كانت الفلبين من بين الدول التي تملك شركات طيران محظورة في الاتحاد الأوروبي. رفع الاتحاد الأوروبي حظرًا لمدة ثلاث سنوات على طيران الخطوط الجوية الفلبينية إلى مجالها الجوي في عام 2013، وذلك بعد أن عالجت شركة النقل الوطنية بعض المخاوف التي تتعلق بالسلامة. تشجعت المفوضية الأوروبية ولجنة السلامة الجوية بالإجراءات التي تتخذها هيئة الطيران المدني في الفلبين وشركات النقل الجوي الفلبينية لمعالجة قضايا السلامة المعلقة. رفع الاتحاد الأوروبي الحظر المفروض على سيبو باسيفيك في أبريل عام 2014؛ فجعلها ذلك ثاني شركة طيران في الفلبين مع الحقوق الممنوحة للطيران داخل المجال الجوي للاتحاد الأوروبي. أعلن الاتحاد الأوروبي في يونيو عام 2015 عن رفع الحظر المفروض على جميع شركات الطيران التي تتخذ من الفلبين مقرًا لها، فأدى ذلك إلى إزالة الدولة من القائمة.